# Bruck an der Mur
Bruck an der Mur é uma cidade da Áustria, situada no distrito de Bruck-Mürzzuschlag, no estado da Estíria. Tem 85,24 km² de área e sua população em 2019 foi estimada em 15.837 habitantes.